# Ester Hermansson
Ester Anna Sofia Hermansson, född 27 februari 1901 i Göteborg, död 7 augusti 1989 i Göteborg, var en svensk lärare. Hon var en av 1900-talets mer betydelsefulla pedagoger. Hon var aktiv i den grupp lärare som under 1930-talet utvecklade den svenska modellen av aktivitetspedagogik. Hon var också delaktig i arbetet med att utveckla den svenska grundskolans pedagogik.

## Biografi
Ester Hermansson växte upp i Göteborg som ett av fyra syskon, tre flickor och en pojke. Fadern var fiskare och senare fiskgrossist. Studier uppmuntrades. Som sexåring började hon på Victoriaskolan i Göteborg. Flickskolan och gymnasiet som följde var privata skolor med enbart kvinnliga elever. År 1921 utexaminerades hon från Göteborgs Kvinnliga Folkskoleseminarium.
Sin första tjänst som lärare fick Ester Hermansson 1921 i en tredjeklass i Karlskrona. Efter ett år fick hon tjänst i Göteborg. Under hela sitt yrkesverksamma liv satsade hon mycket av sin fritid på att vidareutveckla sig i sitt yrke. År 1931 inbjöds en grupp svenska lärare till ett studiebesök i Wien. Syftet var att studera staden Wiens återuppbyggnad och dess reformering av skolväsendet efter första världskrigets slut. Ester Hermansson var en av de lärarrepresentanter som Göteborgs stad valde att skicka. I Wien mötte hon för första gången läraren och forskaren Elsa Köhler, som hon kom att samarbeta mycket med under 1930-talet och vars bok Aktivitetspedagogik hon och hennes lärarkollegor bidrog med underlag till. Nazismens utbredning i Europa satte dock stopp för deras fortsatta samarbete. Ester Hermanssons hela familj tog liksom hon själv aktiv ställning mot nazismen. Det blev viktigt för henne att skapa en skola som skulle kunna skydda demokratin.
Genom Elsa Köhler hade Ester Hermansson kommit i kontakt med tankarna hos den amerikanska pragmatismen, ofta personifierad av filosofen och pedagogen John Dewey. I april 1939 reste hon tillsammans med sin kollega Elsa Skäringer-Larsson till USA för att på plats skaffa sig kunskap om de nya pedagogiska idéerna. Deweys efterträdare vid Columbiauniversitetet, professor William H. Kilpatrick, tog emot de två svenska lärarinnorna och under månaderna i USA varvade de deltagande i universitetskurser med föreläsningar och studiebesök på olika skolor. De samlade också in material av olika slag att ta med sig hem: böcker, forskningsrapporter, undervisningsplaner med mera. Det var framför allt kopplingen mellan forskningen och klassrumspraktiken som stod i fokus för deras intresse.
Det var med många nya intryck och tankar som Ester Hermansson hösten 1939 återvände till arbetet på Karl Johansskolan i Göteborg. Hon höll föreläsningar och kurser om den nya amerikanska pedagogiken inte bara i Göteborg utan över hela landet. Hon skrev också böcker om sina upplevelser. Redan 1940 utkom hennes bok I amerikanska skolor.
Under andra världskriget upprätthöll Ester Hermansson en kontinuerlig kontakt med kollegor i Danmark, Norge och Finland. Hur man skapar självständigt tänkande individer med demokratiska värderingar var en central fråga efter kriget. Andra centrala frågor gällde den obligatoriska skoltidens längd och när eleverna borde börja läsa olika ämnen. Kommunerna hade vid denna tid ganska stor frihet att själva utforma sin lokala skola och Göteborgs folkskolestyrelse, i vilken bland andra Ester Hermansson ingick, inrättade efter en egen utredning ett obligatoriskt åttonde år för elever som inte gick vidare till realskolan. Utredningen i Göteborg pågick parallellt med 1940 års skolutredning på nationell nivå. Den politiskt sammansatta skolkommission, där samtliga riksdagspartier var representerade, tillsattes 1946 av dåvarande ecklesiastikminister Tage Erlander. För att ta fram underlag till kommissionens arbete tillsattes 12 delegationer. Ester Hermansson ingick som ledamot i kursplanedelegationen, som hade till uppdrag att göra en inventering av kursplaner och försöksverksamheter i svenska skolor, samt att undersöka och sammanställa den utländska forskningens rön rörande schemateknik. Ordförande för delegationen var Alva Myrdal.
Skolkommissionens Betänkande med förslag till riktlinjer för det svenska skolväsendets uppbyggnad publicerades i augusti 1948. I maj 1950 fattade riksdagen principbeslut om införandet av en nioårig obligatorisk enhetsskola som skulle ersätta övriga skolformer. Att genomföra beslutet om grundskolan och den nya gymnasieskolan och de reformpedagogiska idéer som dessa byggde på tog sedan mer än ett decennium. Under denna tid hade Ester Hermansson en tjänst som metodiklärare vid Göteborgs lärarhögskola. Hon föreläste också utomlands, framför allt i de nordiska grannländerna. Hon tjänstgjorde även som metodiklektor vid Norges lärarhögskola i Trondheim 1951–1952. Under åren 1957–1960 var hon föreståndare för Göteborgs högre samskola. År 1960 accepterade hon ett erbjudande att bli lärare i pedagogik vid Statens seminarium för Småbørnspedagoger i Vejle på Jylland. Här fick hon möjligheter att sprida Elsa Köhlers metoder ifråga om barnobservationer och tankarna bakom dessa till en ny generation lärare. Under tiden pågick i Sverige arbetet med en ny läroplan för grundskolan, Lgr 62. Här medverkade Ester Hermansson i en grupp som hade ansvar för mellanstadiets orienteringsämnen, och hon kunde med glädje se att många av reformpedagogernas principer uttryckligt angavs som vägledande för lärarnas arbete: motivation, aktivitet, konkretion, individualisering, gemenskap, samarbete och grupparbete.
Ester Hermansson återvände till arbetet som metodiklärare på Göteborgs lärarhögskola 1963 och var kvar där fram till sin pensionering 1967. Efter pensioneringen i Sverige arbetade hon i danska Hjörring åren 1967–1970. Hennes stora intresse för utbildning fick henne också att söka sig utanför Europas gränser. Hon deltog i konferenser och gjorde studiebesök i Australien, Nya Zeeland, Japan och Indien, där hon bland annat samtalade med Indira Gandhi.
Ester Hermansson kom att arbeta sextio år i skolans tjänst: som lärare, konsulent, metodiklektor, föreläsare och skribent. Hon bidrog till att utveckla skolans arbetssätt både i Sverige och i våra nordiska grannländer. År 1974 gav hon ut boken Upplevelser och påverkan, en bok som hon själv kallade sina memoarer. Hennes livsgärning belönades år 1977 med den kungliga medaljen Illis quorum. År 1979 utsågs hon till hedersdoktor vid Uppsala universitets samhällsvetenskapliga fakultet.
Ester Hermansson dog i Göteborg 1989. Hennes grav finns på Östra kyrkogården i Göteborg.